# Portada/article maig 2

## Catedral de Palma
La Catedral de Palma, o Seu de Mallorca (popularment la Seu), és el principal edifici religiós de la ciutat de Palma, seu episcopal de la diòcesi de Mallorca. És d'estil gòtic català i famosa per la seva rosassa i pel gran espai interior comparat amb la mola exterior. El seu tret principal, però, és la seva situació, a l'acròpoli de la ciutat romana de Palma, davant la mar, amb la muralla als peus i entre el castell de l'Almudaina i el Palau episcopal.
En la localització dalt d'un cingle, en els contraforts paral·lelepipèdics amb boterells i en la proporció entre l'alçada de la nau principal i les laterals s'hi assembla la seu de Manresa. La grandària de l'espai interior és semblant a la de Santa Maria del Mar i procedeix de la reforma introduïda després de la reincorporació del Regne de Mallorca a la Corona d'Aragó. Les semblances amb aquests dos edificis han de venir d'un arquitecte comú: Berenguer de Montagut.